# Parathesis acostensis
Parathesis acostensis là một loài thực vật có hoa trong họ Anh thảo. Loài này được J.F. Morales mô tả khoa học đầu tiên năm 1996.